# Carrickkildavnet Castle
Carrickkildavnet Castle (irisch Caisleán Ghráinne) ist die Ruine eines Tower House auf der Insel Acaill im irischen County Mayo. Es gilt als National Monument. Die Burg liegt im Townland Carrickkildavnet (irisch Cill Damhnait) an der Südostecke von Acaill gegenüber der Halbinsel An Corrán. Dies ist ein strategisch wichtiger Ort, der die Mündung des Gob an Choire und die Passage zwischen Clew Bay und Blacksod Bay schützt.

## Geschichte
Carrickkildavnet Castle ließen die Ó Máille (O’Malleys), Könige von Umaill, um 1429 errichten. Später diente es als Festung von Gráinne Ni Mháille (Grace O’Malley, ca. 1530–ca. 1603), der bekannten „Piratenkönigin“. Ihre weiteren Festungen befanden sich mit Rockfleet Castle in der Clew Bay und auf Clare Island.

## Beschreibung
Es handelt sich um ein Tower House mit vier Stockwerken. Das Erdgeschoss hat eine Gewölbedecke und ein Loch in einer Ecke dieser Decke ist der einzige Zugang zu den oberen Geschossen, vermutlich aus Gründen der Verteidigung. Weitere Details, die dem Schutz vor Eindringlingen dienten, sind eine Kammer in der Außenmauer, ein Maschikuli, Schießscharten, Strebewerkbefestigungen im oberen Teil und die – heute ruinierte – Einfriedungsmauer.

## Weblinks

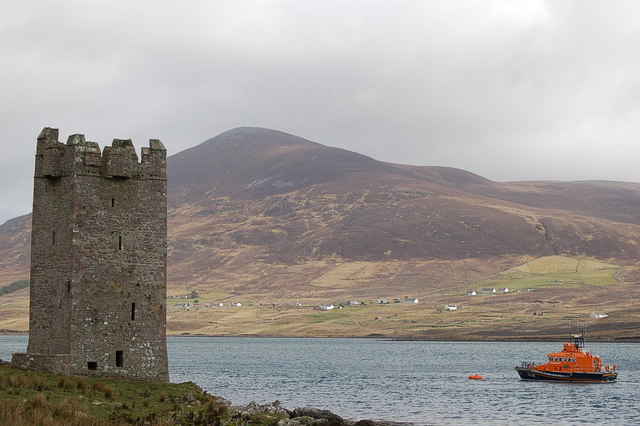
Die Burg mit Gob an Choire und Corraun Hill am anderen Ufer